# Stuck with U
Stuck with U is een single van de Amerikaanse zangeres Ariana Grande en Canadese zanger Justin Bieber. De single werd op 8 mei 2020 uitgebracht. Alle opbrengsten gaan naar "First Responders Children's Foundation", waarmee er studiebeurzen voor de kinderen van mensen in de zorgsector worden voorzien, die getroffen zijn door de COVID-19-pandemie.

## Muziekvideo
De muziekvideo kwam eveneens op 8 mei uit. Deze bestaat uit verschillende zelfgemaakte filmpjes van mensen die door de coronapandemie thuis geïsoleerd zitten. Ook Grande verschijnt in enkele shots, in haar slaapkamer met haar hond Toulouse. Bieber is in andere shots buiten te zien, met zijn vrouw Hailey Bieber. Grande gebruikte de muziekvideo om haar nieuwe relatie te onthullen: op het einde van de muziekvideo is ze te zien met vastgoedmakelaar Dalton Gomez.
Verder zijn er nog verscheidene beroemdheden te zien, zoals Kendall en Kylie Jenner, Demi Lovato, 2 Chainz, Stephen en Ayesha Curry, Gwyneth Paltrow, Chance the Rapper, Lil Dicky, Michael Bublé, Jaden Smith, Ashton Kutcher, LeBron James en Mila Kunis.